# 大阪府道152号庄本牛立線
大阪府道152号庄本牛立線（おおさかふどう152ごう しょうもとうしだてせん）は、大阪府豊中市を通る一般府道である。

## 概要
豊中市庄本町3丁目から豊中市日出町1丁目に至る。「牛立」とは、終点付近の旧地名を指している。
国道176号と大阪府道10号・兵庫県道100号大阪池田線を結ぶ道路であり、その付近は上下2車線の割には交通量は多い。また、下記の通り商業施設なども多く、そこに出入りする車のために渋滞が発生することもある。
起点では兵庫県道338号高田久々知線ならびに山手幹線と接続するが、現在のところ接続部分に至るまでの道のりは狭隘であり、尼崎以西への移動には適さない。一部、尼崎向きに一方通行の区間もある。山手幹線との接続の改善については、都市計画道路三国塚口線整備事業として、大阪府により計画されているが、阪急神戸本線との立体交差など工法上の問題が存在する上、府の財政難もあり、実現の見通しは立っていない。

### 路線データ
- 起点：大阪府豊中市庄本町3丁目（兵庫県道338号高田久々知線[注釈 1]起点）
- 終点：大阪府豊中市日出町1丁目（日出町交差点、国道176号交点）
- 総延長：1.7 km

## 路線状況

### 通称
- 山手幹線（主に兵庫県側の住民が用いる）

### 通過する路線バス
- 阪急バス（吹田線24系統・JR吹田 - 阪急園田）

## 地理

### 通過する自治体
- 大阪府
  - 豊中市

### 交差する道路
| 交差する道路                          | 交差する場所  | 交差する場所        |
| ------------------------------------- | ------------- | ------------------- |
| 兵庫県道338号高田久々知線 / 山手幹線  | 庄本町3丁目   | 起点                |
| 大阪府道10号・兵庫県道100号大阪池田線 | 庄内宝町2丁目 | 庄本交差点          |
| 国道176号                             | 日出町1丁目   | 日出町交差点 / 終点 |

### 交差する鉄道
- 阪急神戸本線

### 沿線
- 椋橋総社
- 豊中庄本郵便局
- 豊中市役所 庄内出張所
- 豊中市立第七中学校
- 豊中南警察署
- 豊中市南消防署
- 豊中市立郷土資料館
- 豊中労働会館
- 大日本除虫菊（金鳥） 大阪工場・中央研究所
- イオンタウン豊中庄内  - かつては阪急バス本社・豊中営業所があった土地。当道路の拡張に伴い本社と車庫はそれぞれ移転し跡地に開業。当時、日出町交差点も「阪急バス本社前」の名称であった。